# Вайс, Бронислава

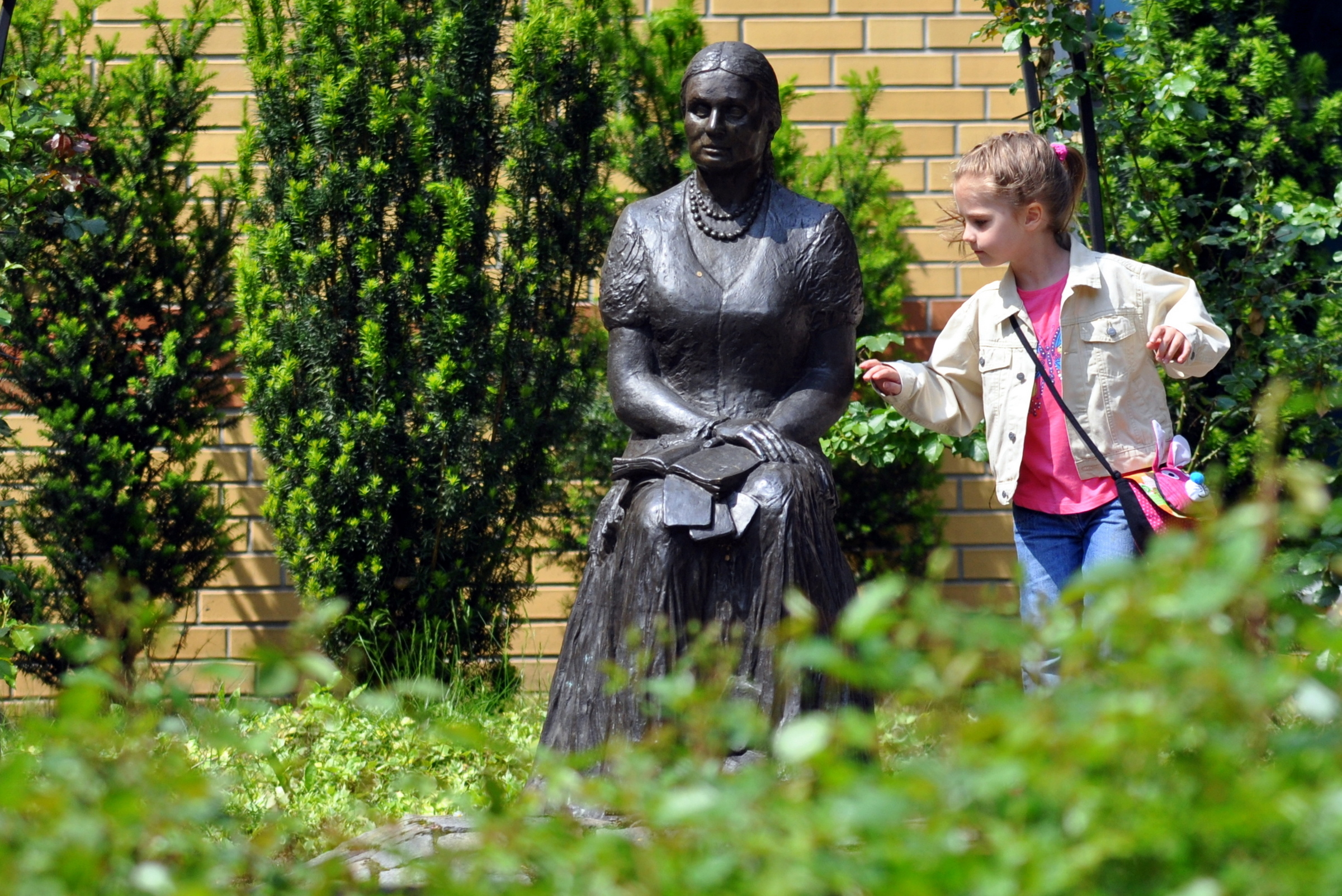
Скульптор З. Билиньская. Памятник Папуше в Гожуве-Велькопольском

Бронисла́ва Вайс (пол. Bronisława Wajs), известная под цыганским именем Папуша (пол. Papusza, цыг. Papuša), (17 августа 1908, Люблин — 8 февраля 1987, Иновроцлав) — цыганская классическая поэтесса. Возглавила табор, осевший после 1949 года в Польше. Автор сборника стихов «Песни Папуши» (1956). Сборник 25 раз издавался в Польше; там же, в городе Гожув-Велькопольски, ей поставлен памятник. Биография Папуши легла в основу сюжета спектакля «Цыганская муза», поставленного театром «Романс». Её именем названа одна из премий цыганоязычной литературы.

## История сборника «Песни Папуши»
Роль женщины в цыганском обществе не допускала отступлений от неписаных канонов поведения, которые у некоторых этнических групп очень строги. В среде кочевых польских цыган переписка с мужчиной считалась «развратным» поведением.
Папуша послала свою рукопись польскому писателю и критику Ежи Фицовскому, которую он, не спрашивая разрешения, опубликовал в журнале «Problemy», посчитав её стихи талантливыми. Проблема была в том, что стихотворения были сопровождены текстом, агитирующим за запрет цыганского кочевья. Публикация, во-первых, открыла цыганам факт переписки Папуши с мужчиной, и во-вторых, была позже воспринята ими как причина появления Закона об оседлости (1950), в результате которого цыган насильно заставили сменить образ жизни. Всё это послужило причиной отторжения и впоследствии признания осквернённой и изгнания Папуши из цыганского общества. Это причинило ей душевную боль настолько сильную, что она оказалась в конце концов в психиатрической клинике, где и умерла в 1987 году.
Впоследствии Ежи Фицовский написал о Папуше книгу.
Благодаря СМИ и поэтессе Лине Костенко широко распространился миф, что Папушу изгнали из-за того, что она писала стихи, что якобы запрещено женщине в цыганском обществе.
В 2013 году на фестивале в Карловых Варах был представлен фильм режиссёров Йоанны Кос-Краузе и Кшиштофа Краузе «Папуша» по мотивам биографии поэтессы.

## Биографические данные
О Папуше известно, что она сама научилась грамоте, в отрочестве. Являлась узницей нацизма и общественным деятелем.
В 15 лет вышла замуж за арфиста Диониса Вайса (пол. Dionizy Wajs), цыгана из того же рода, что и её отчим.
Согласно информации Кенрика и Паксона, 35 000 польских цыган из 50 000 были убиты в течение войны в Польше. Фицовский вспоминает в 1956, что цыгане, спасаясь, бросали все вещи, кроме музыкальных инструментов. Люди из рода Вайс прятались в волынском лесу, на холоде, голодные и охваченные ужасом. Этому событию посвящено самое длинное стихотворение Папуши («Кровавые слёзы — что мы сносили от германских солдат в Волыни (в 1943 и 1944)». Как показывает Фицовский, Папуша начала писать регулярно в 1950 году. То, что она писала и сочиняла в детстве, родственниками воспринималось как присущее иногда девочкам чудачество и признак легкомыслия.
На самом деле Фицовский собрал лишь около трети стихотворений Папуши, но это достаточно уникальные и сильные произведения искусства, в которых отмечают чувство абсолютной честности, чистоты, подлинности «кочевой жизни на лоне природы».
С 1962 года была членом Союза польских писателей.

## Творчество
- «Гили Романи Папушакрэ шэрэстыр утходы», 1956